# Miloševac (Velika Plana)
Pour les articles homonymes, voir Miloševac.
Miloševac (en serbe cyrillique : Милошевац) est une localité de Serbie située dans la municipalité de Velika Plana, district de Podunavlje. elle comptait 2 894 habitants.
Miloševac est officiellement classé parmi les villages de Serbie.

## Démographie

### Évolution historique de la population
| 1948  | 1953  | 1961  | 1971  | 1981  | 1991  | 2002  | 2011  |
| ----- | ----- | ----- | ----- | ----- | ----- | ----- | ----- |
| 4 201 | 4 534 | 4 460 | 4 387 | 4 361 | 4 131 | 3 426 | 2 894 |

|  |